# Eyewire
Eyewire es un juego para mapear el cerebro. Es una iniciativa del laboratorio Sebastian Seung de la Universidad de Princeton . Este juego de computación basado en ciencia ciudadana invita a los jugadores a mapear  neuronas de la retina . Eyewire se lanzó el 10 de diciembre de 2012. Se ha inscrito 290,000 personas de 150 países. El juego utiliza datos generados por el Instituto Max Planck de Investigación Médica .  
La mecánica de juego de Eyewire fomenta el avance de la neurociencia al permitir la reconstrucción de la morfología de datos neuronales, lo que ayuda a los investigadores a modelar circuitos de procesamiento de información. Cualquier persona con una conexión a Internet puede participar resolviendo rompecabezas 2D para unir la segmentación producida por la inteligencia artificial utilizada para mapear el conectoma . En Eyewire, los jugadores reconstruyen modelos 3D de neuronas a partir de imágenes de microscopio electrónico. Para jugar EyeWire no se requieren conocimientos científicos especializados. 

## Funcionamiento
Eyewire reta a los jugadores, conocidos como "Eyewirers", a mapear neuronas en 3D. Al registrarse, los jugadores toman un tutorial que les explica el juego. Videos tutoriales complementarios están disponibles en el Blog Eyewire. 
En Eyewire, el jugador recibe un cubo con una rama neuronal parcialmente reconstruida. En el lado derecho de la pantalla hay una imagen en escala de grises de las secciones transversales de las neuronas. El jugador aprende a "colorear" dentro de un contorno gris una sola rama neuronal, que generalmente se extiende de un lado a otro del cubo. A medida que el jugador colorea, las segmentaciones generadas por  la IA, estas se agregan automáticamente a la sección 3D en la sección izquierda de la pantalla. Las reconstrucciones se comparan entre los jugadores a medida que se envía cada cubo, lo que genera una reconstrucción consensuada que luego es verificada por jugadores expertos de rango Scout y Scythe. Estos jugadores tienen el poder de extender ramas, eliminar segmentos erróneos (conocidos como "fusiones") y marcar cubos para su posterior revisión. Este resultado final son reconstrucciones volumétricas de neuronas completas. 

### Puntuación
Cada volumen se presenta a dos o cinco jugadores diferentes. En general, se acepta el trazo elegido por la mayoría de los jugadores precisos. Los jugadores ganan puntos:   
- si su rastreo coincide con la mayoría de los trazados de otros jugadores
- por el tiempo dedicado al cubo
- por la nueva cantidad de volumen neural encontrado.

## Objetivo
El objetivo de Eyewire es identificar y clasificar tipos de células específicas, así como expandir potencialmente las clases conocidas de células retinianas. Eyewire emplea inteligencia artificial en la reconstrucción neuronal, con el objetivo de ayudar a determinar cómo los mamíferos ven el movimiento direccional.  
Se pueden explorar las más de 1,000 neuronas mapeadas por "eyewirers" en el Eyewire Museum, una herramienta de visualización que combina datos anatómicos y funcionales.

## Métodos
La actividad de cada neurona en una porción de 350 × 300 × 60 μm 3 de una retina se determinó por microscopía de dos fotones . Usando el método de "Serial block-face scanning electron microscopy", se tiñó el mismo volumen para resaltar el contraste de las membranas plasmáticas, se cortó en capas mediante un microtomo y se tomó una imagen usando un microscopio electrónico . 
Los investigadores seleccionan una neurona. El programa elige un volumen cúbico asociado con esa neurona para el jugador, junto con la mejor elección de la inteligencia artificial para rastrear la neurona a través de las imágenes bidimensionales.

## Publicaciones
- Kim, Jinseop S; Greene, Matthew J; Zlateski, Aleksandar; Lee, Kisuk; Richardson, Mark; Turaga, Srinivas C; Purcaro, Michael; Balkam, Matthew et al. (2014). «Space–time wiring specificity supports direction selectivity in the retina». Nature 509 (7500): 331-336. Bibcode:2014Natur.509..331.. PMC 4074887. PMID 24805243. doi:10.1038/nature13240.
- Greene, Matthew J; Kim, Jinseop S; Seung, H. Sebastian (2016). «Analogous Convergence of Sustained and Transient Inputs in Parallel on and off Pathways for Retinal Motion Computation». Cell Reports 14 (8): 1892-900. PMC 6404534. PMID 26904938. doi:10.1016/j.celrep.2016.02.001.
- Tinati, Ramine; Luczak-Roesch, Markus; Simperl, Elena; Hall, Wendy (2017). «An investigation of player motivations in Eyewire, a gamified citizen science project». Computers in Human Behavior 73: 527-40. doi:10.1016/j.chb.2016.12.074.

## Logros
- Las neuronas Eyewire se presentaron en la Exhibición de realidad virtual de la Conferencia TED 2014.[8]
- Neuronas Eyewire presentadas en la Exposición de Ciencia e Ingeniería de Estados Unidos en Washington D. C.[9]
- Eyewire ganó el Desafío Internacional de Visualización 2013 de la National Science Foundation en la Categoría de Juegos y Aplicaciones.[10]
- Una imagen Eyewire de Alex Norton ganó el Concurso de Galería de Imágenes Koch 2014 del MIT[11]
- Eyewire fue nombrada una de las 100 mejores historias científicas de Discover Magazine de 2013.[12]
- Eyewire fue nombrado el principal proyecto de ciencia ciudadana de 2013 por SciStarter.[13]
- Eyewire ganó el Premio Catalizador del Foro Mundial de Ciencias de la Vida de Biovisión el 26 de marzo de 2013.[14]
- Eyewire fue nombrado entre los 10 principales proyectos de ciencia ciudadana de 2013 por PLoS.[15]

Eyewire ha sido presentado por WIRED, Nature, Forbes, Scientific American, NPR y más.